# Siyer-i Nebi

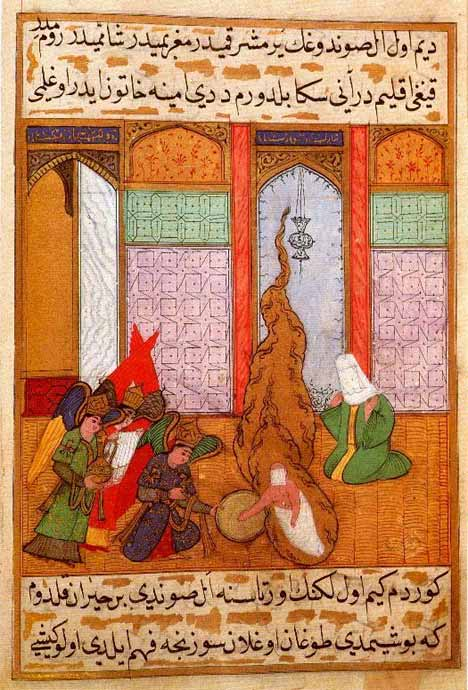
O nascimento de Maomé no Siyer-i-Nebi

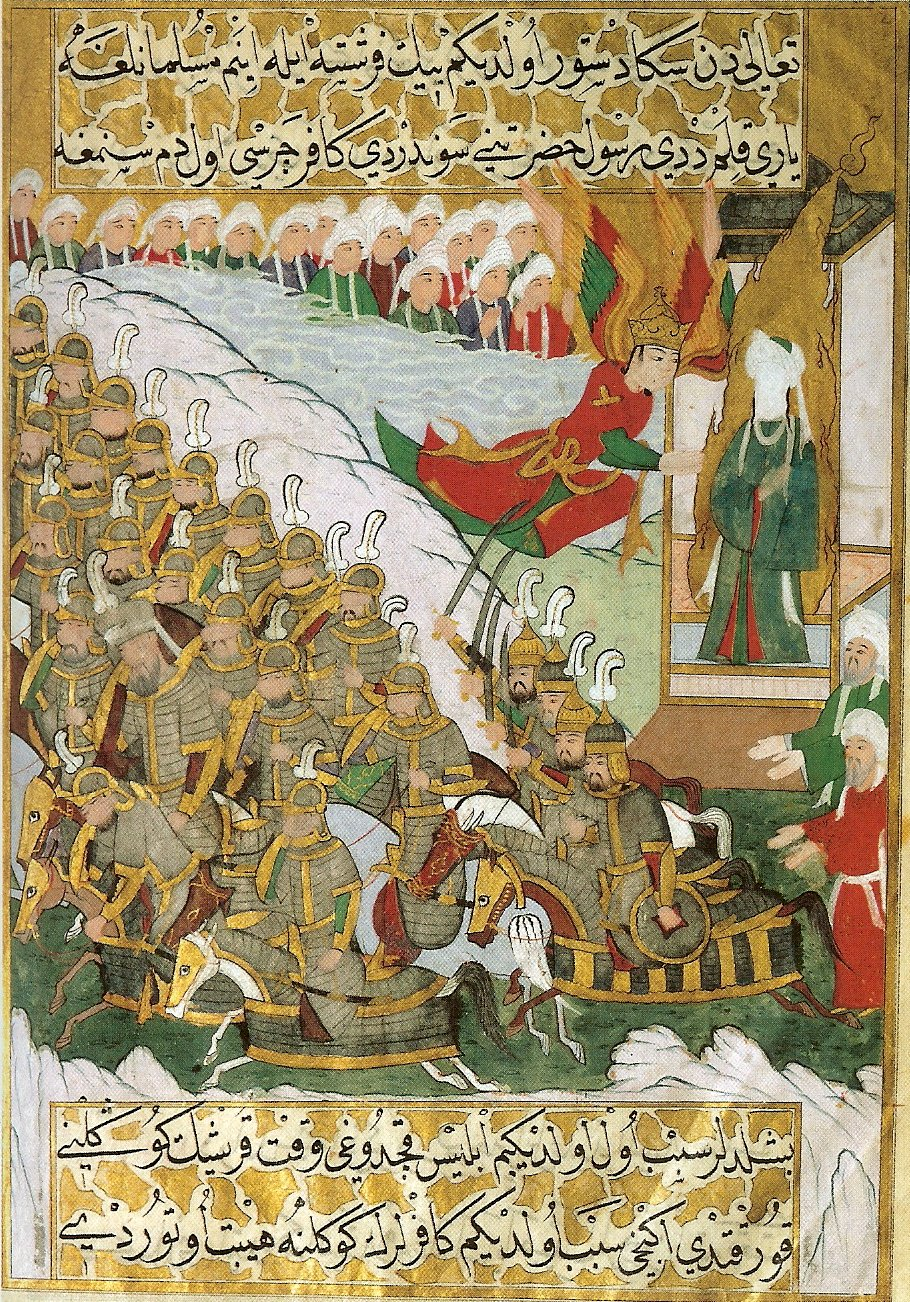
Maomé na Batalha de Badr

O Siyer-i Nebi é um épico turco sobre a vida de Maomé concluído por volta de 1388, foi escrito por Mustafá, filho de Iúçufe de Erzurum, conhecido como al-Darir, um Mevlevi dervixe em comissão por ordem do Sultão Barcuque, o mameluco governante no Cairo. O texto é baseado em uma versão árabe do século XIII, escrita por Albacri do original Biografia do Profeta escrita por Uaquidi (748-822).

## Manuscrito Otomano
O sultão otomano Murade III (1574-1595) encomendou uma ilustrada cópia pródiga da obra, que tem sido descrita como "o maior único ciclo de pintura religiosa na arte islâmica" e "o mais completo retrato visual da vida do profeta Maomé".
O famoso calígrafo Lütfi Abdullah era o responsável pelo controle da equipe que realizou o trabalho no ateliê do palácio real, e completou a obra, sob o sucessor de Murade, Maomé III, o Justo, em 16 de Janeiro de 1595. O trabalho realizado continha 814 miniaturas em seis volumes, que incluem muitas representações de Maomé, que é sempre mostrado com o rosto velado, como era a convenção até esta data, ele também está cercado por um  halo flamejante. O estilo das miniaturas é distintivo, e não deve nada a anteriores trabalhos deste mesmo assunto, além de ser "muito diferente" do realístico estilo das miniaturas otomanas. Há poucas figuras em cada cena, sem paisagens extensas, e uma "supressão de pormenores"
Os Volumes I, II e VI estão no Museu Topkapi (Hazine 1221-1223); o Volume III está na Biblioteca Pública de Nova Iorque; e o Volume IV está, na quase sua totalidade, na Biblioteca Chester Beatty, em Dublin (MS T 419),   e o Volume V está desaparecido, em um total de cerca de 200 das miniaturas originais. Cerca de duas dúzias das miniaturas estão em mãos de colecionadores particulares, sendo que quatro destas foram vendidas pela casa de leilões Hôtel Drouot em Paris março 1984.
Uma cópia do século XVII, do quarto volume, feita no ateliê da corte, está no Museu de Arte Islâmica e Turca, em Sultanahmet, em Istambul. Foi doado inicialmente a biblioteca de uma mesquita em Aksaray, Istambul, pela mãe do sultão em 1862-1863.

## Galeria de imagens

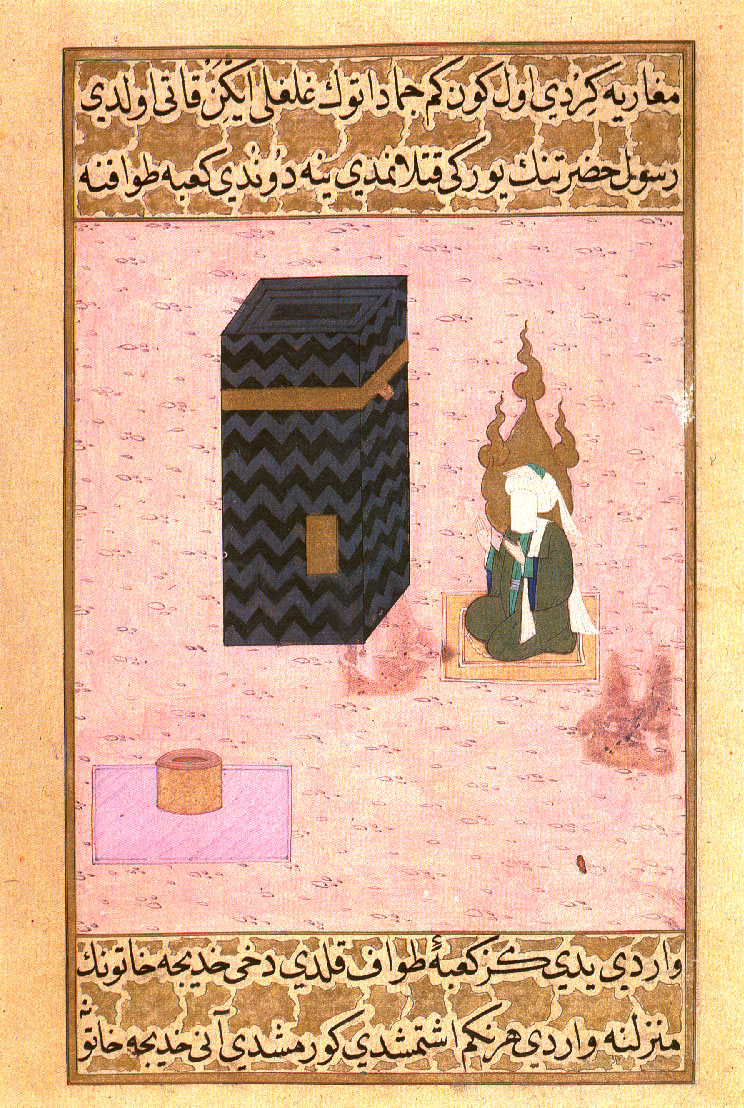
Maomé na Caaba
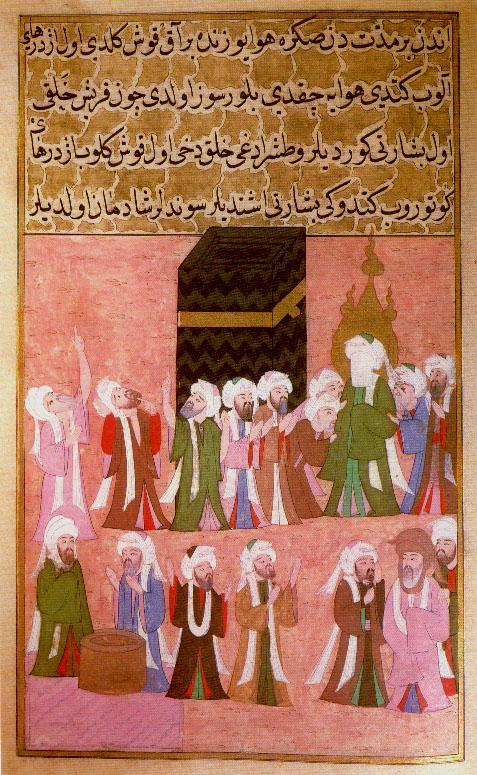
Maomé remove o dragão da Caaba
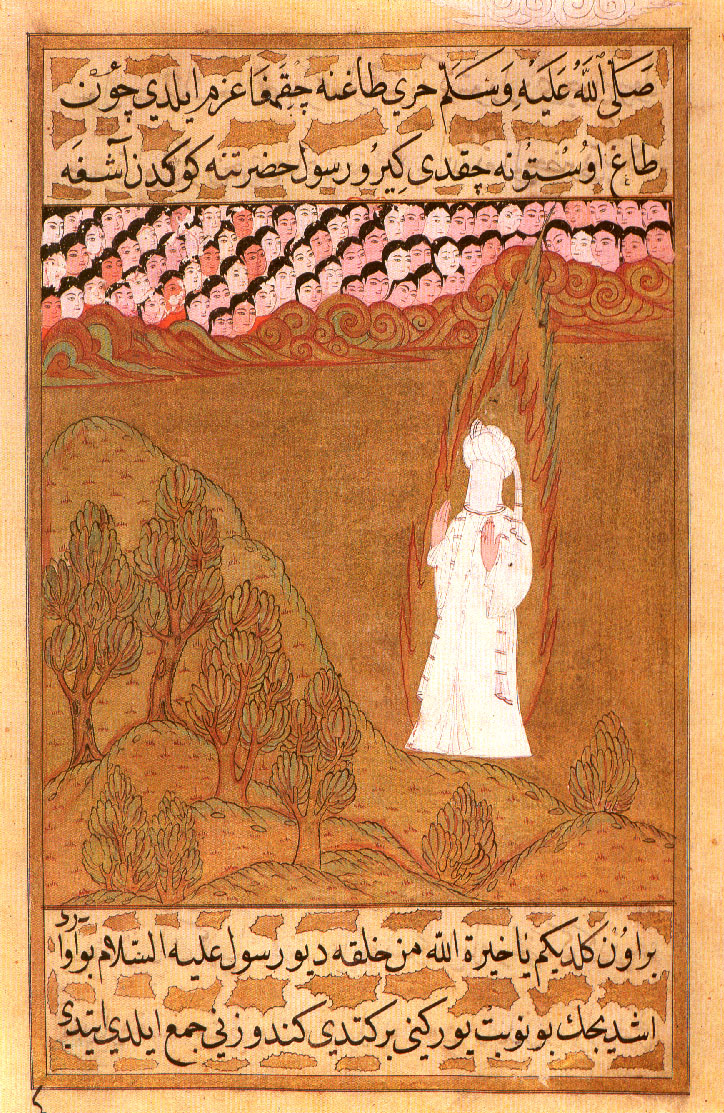
Maomé no Monte Hira
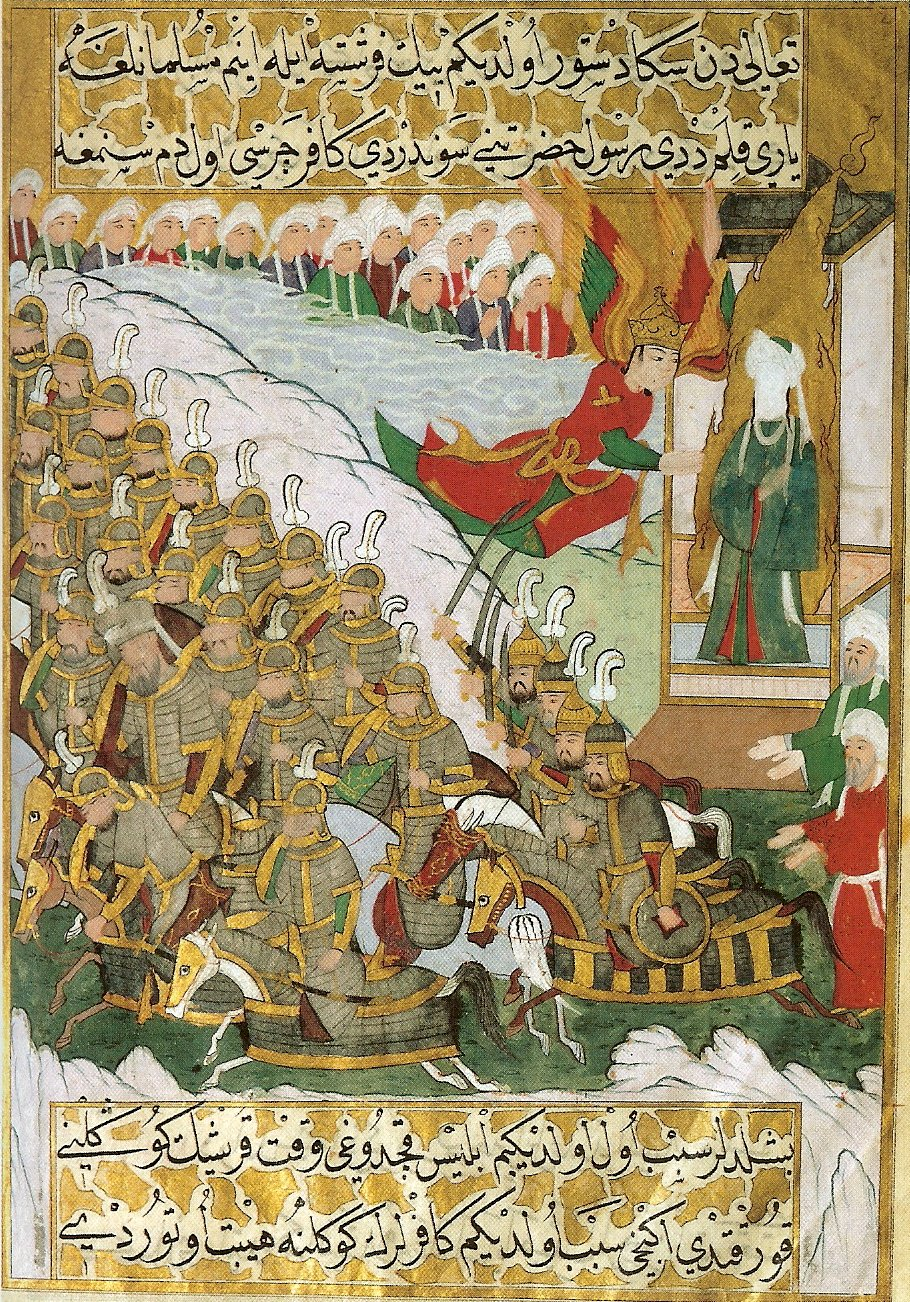
Maomé na Batalha de Badr
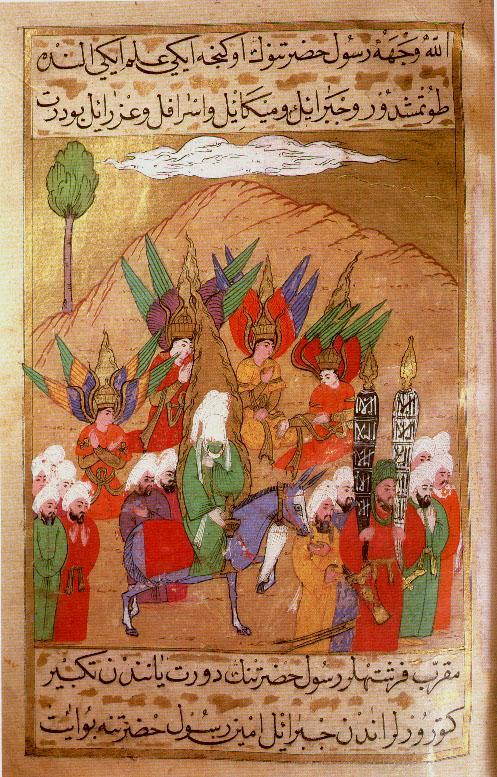
Maomé em Mecca, com os anjos Gabriel, Miguel, Israfil e Azrael